# Colysis simplicifrons
Colysis simplicifrons là một loài thực vật có mạch trong họ Polypodiaceae. Loài này được (H. Christ) Tagawa miêu tả khoa học đầu tiên năm 1950.